# Чемпионат мира по настольному теннису 1977
Чемпионат мира по настольному теннису 1977 года прошёл с 28 марта по 7 апреля в Бирмингеме (Великобритания).

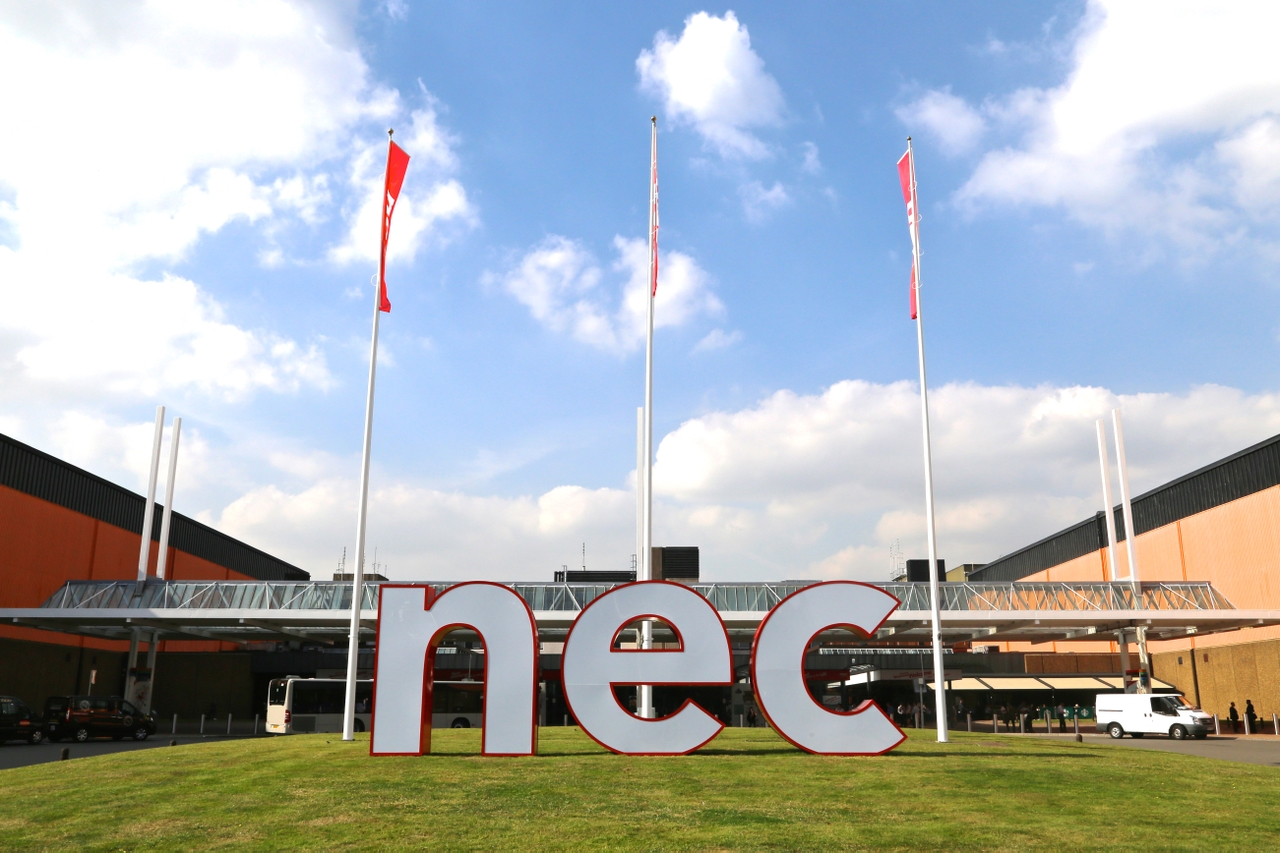
National Exhibition Centre, главный вход

## Медали

### Команды
| Пол     | Золото                                                           | Серебро                                                                               | Бронза                                                                                          |
| ------- | ---------------------------------------------------------------- | ------------------------------------------------------------------------------------- | ----------------------------------------------------------------------------------------------- |
| Мужчины | Китай · Го Юэхуа · Хуан Лян · Лян Гэлян · Ли Чжэньши · Ван Цзюнь | Япония · Тэцуо Иноуэ · Мицуру Коно · Масахиро Маэхара · Норио Такасима · Токио Тасака | Швеция · Стеллан Бенгтссон · Оке Грёнлунд · Челль Йоханссон · Рогер Лагерфельдт · Ульф Торселль |
| Женщины | Китай · Гэ Синьай · Чжан Ли · Чжан Дэин · Чжу Сянъюнь            | Республика Корея · Ким Сунъок · Чун Хюнсук · Ли Айлеса · Ли Гивон                     | КНДР · Ким Джанъэ · Ли Сонсук · Пак Ёнъок · Пак Ёнсун                                           |

### Спортсмены
| Разряд                   | Золото                   | Серебро                   | Бронза                            |
| ------------------------ | ------------------------ | ------------------------- | --------------------------------- |
| Мужской одиночный разряд | Мицуру Коно              | Го Юэхуа                  | Лян Гэлян                         |
| Мужской одиночный разряд | Мицуру Коно              | Го Юэхуа                  | Хуан Лян                          |
| Женский одиночный разряд | Пак Ёнсун                | Чжан Ли                   | Гэ Синьай                         |
| Женский одиночный разряд | Пак Ёнсун                | Чжан Ли                   | Чжан Дэин                         |
| Мужской парный разряд    | Ли Чжэньши Лян Гэлян     | Хуан Лян Лу Юаньшэн       | Стеллан Бенгтссон Челль Йоханссон |
| Мужской парный разряд    | Ли Чжэньши Лян Гэлян     | Хуан Лян Лу Юаньшэн       | Антун Стипанчич Драгутин Шурбек   |
| Женский парный разряд    | Пак Ёнъок Ян Ин          | Чжу Сянъюнь Вэй Лицзе     | Чжан Ли Гэ Синьай                 |
| Женский парный разряд    | Пак Ёнъок Ян Ин          | Чжу Сянъюнь Вэй Лицзе     | Ли Гивон Ким Сунъок               |
| Микст                    | Жак Секретен Клод Бержер | Токио Тасака Сатико Ёкота | Ли Чжэньши Янь Гуйли              |
| Микст                    | Жак Секретен Клод Бержер | Токио Тасака Сатико Ёкота | Ли Сангук Ли Гивон                |